# Friedrich Johann Joseph Cölestin von Schwarzenberg
Friedrich Johann Joseph Cölestin von Schwarzenberg (Vienna, 6 aprile 1809 – Vienna, 27 marzo 1885) è stato un cardinale e arcivescovo cattolico austriaco.

## Biografia
Friedrich Johann Joseph Cölestin von Schwarzenberg nacque a Vienna il 6 aprile 1809, decimo figlio del Principe Giuseppe II di Schwarzenberg e della Principessa Paolina Carlotta d'Arenberg. Venne battezzato il giorno stesso della sua nascita nel palazzo paterno a Vienna. Tra i suoi parenti vi era il cugino, anch'egli poi nominato cardinale, Friedrich von Fürstenberg.
Intrapresa la carriera ecclesiastica, entrò nel seminario di Salisburgo dove studiò filosofia e teologia, per poi passare a quello di Vienna dove si perfezionò nella teologia. Frequentò quindi l'Università di Vienna. Il 14 marzo 1830 ricevette l'abito ecclesiastico e gli ordini minori, ottenendo poi il suddiaconato il 9 aprile 1833 ed il diaconato il 23 luglio successivo. Canonico domicellario del capitolo metropolitano di Salisburgo dal 24 dicembre 1829, fu assessore del medesimo capitolo dal 1º agosto 1832, decidendo quindi di rinunciare ad essere incardinato tra i sacerdoti dell'arcidiocesi di Vienna per quella di Salisburgo nel 1833.
Il 25 luglio 1833 venne ordinato sacerdote e cooperatore della cattedrale di Salisburgo. Giovanissimo, venne prescelto dal capitolo della cattedrale quale nuovo arcivescovo per la sede metropolitana il 23 settembre 1835, ma con 12 voti sfavorevoli contro 2 favorevoli, dovette rinunciare a quest'idea. Si dedicò quindi nuovamente agli studi ed ottenne un dottorato in teologia il 26 novembre 1835.
Dopo la morte dell'arcivescovo Augustin Johann Joseph Gruber, venne infine eletto arcivescovo di Salisburgo nonché primate di Germania il 1º febbraio 1836. Ricevette la consacrazione episcopale il 1º maggio dello stesso anno da Giovanni Nepomuceno de Tschiderer, vescovo di Trento, assistito da Bernhard Galura, vescovo di Bressanone, e da Georg Mayer, vescovo di Gurk.
Papa Gregorio XVI lo elevò al rango di cardinale nel concistoro del 24 gennaio 1842. Ad appena 33 anni, era il membro più giovane del Sacro Collegio. Il 27 gennaio dello stesso anno ricevette il titolo di Sant'Agostino. Non prese parte al conclave del 1846 che elesse papa Pio IX e nel 1849 ottenne la gran croce dell'Ordine reale di Santo Stefano.
Il 20 maggio 1850 fu eletto arcivescovo di Praga e dall'8 dicembre 1869 al 18 luglio 1870 prese parte al Concilio Vaticano I dove si batté per non far approvare il dogma dell'infallibilità papale, ma vi si adattò dopo che il concilio ebbe votato favorevolmente su questo punto. Nominato cardinale protopresbitero, prese parte al conclave del 1878 che elesse papa Leone XIII.
Morì a Vienna il 27 marzo 1885 all'età di 75 anni e venne trasferito per le esequie solenni nella cattedrale di Praga in treno. La sua salma venne esposta alla pubblica venerazione e poi sepolta nella chiesa metropolitana di Praga. Fu l'ultimo cardinale sopravvissuto nominato da papa Gregorio XVI.

## Genealogia episcopale e successione apostolica
La genealogia episcopale è:
- Cardinale Scipione Rebiba
- Cardinale Giulio Antonio Santori
- Cardinale Girolamo Bernerio, O.P.
- Arcivescovo Galeazzo Sanvitale
- Cardinale Ludovico Ludovisi
- Cardinale Luigi Caetani
- Cardinale Ulderico Carpegna
- Cardinale Paluzzo Paluzzi Altieri degli Albertoni
- Papa Benedetto XIII
- Papa Benedetto XIV
- Papa Clemente XIII
- Cardinale Giovanni Battista Caprara Montecuccoli
- Vescovo Dionys von Rost
- Vescovo Karl Franz von Lodron
- Vescovo Bernhard Galura
- Vescovo Giovanni Nepomuceno de Tschiderer
- Cardinale Friedrich Johann Joseph Cölestin von Schwarzenberg

La successione apostolica è:
- Vescovo Adalbert Lidmansky (1842)
- Vescovo Franz Xaver Kuttnar (1844)
- Cardinale Melchior Ferdinand Joseph von Diepenbrock (1845)
- Vescovo Anton Martin Slomšek (1846)
- Cardinale Joseph Othmar von Rauscher (1849)
- Vescovo Balthasar Schitter (1850)
- Cardinale Maximilian Joseph von Tarnóczy (1851)
- Vescovo Johann Valerian Jirsík (1851)
- Cardinale Friedrich Egon von Fürstenberg (1853)
- Vescovo Heinrich Ernst Karl Förster (1853)
- Vescovo Ludwig Forweck (1854)
- Vescovo František Petr Krejčí (1858)
- Vescovo Karol Franz Prucha (1871)
- Arcivescovo Franz de Paula Albert Eder, O.S.B. (1876)
- Vescovo Antonín Ludvík Frind (1879)
- Vescovo Emanuel Jan Schöbel, O.Cr. (1882)
- Cardinale Franziskus von Paula Schönborn (1883)
- Vescovo Carlo Schwarz (1884)

## Ascendenza
|                                                                        |                                                                          |                                                                      | Genitori                                    |  |  | Nonni |  |  | Bisnonni                                                  |  |  | Trisnonni                                                             |  |
|                                                                        |                                                                          |                                                                      |                                             |  |  |       |  |  | Giuseppe I di Schwarzenberg, IV principe di Schwarzenberg |  |  | Adamo Francesco Carlo di Schwarzenberg, III principe di Schwarzenberg |  |
|                                                                        |                                                                          |                                                                      |                                             |  |  |       |  |  | Giuseppe I di Schwarzenberg, IV principe di Schwarzenberg |  |  | Adamo Francesco Carlo di Schwarzenberg, III principe di Schwarzenberg |  |
|                                                                        |                                                                          | Eleonore von Lobkowicz                                               |                                             |  |  |       |  |  | Giuseppe I di Schwarzenberg, IV principe di Schwarzenberg |  |  |                                                                       |  |
| Giovanni I Nepomuceno di Schwarzenberg, V principe di Schwarzenberg    |                                                                          |                                                                      |                                             |  |  |       |  |  | Giuseppe I di Schwarzenberg, IV principe di Schwarzenberg |  |  |                                                                       |  |
|                                                                        |                                                                          | Maria Teresa del Liechtenstein                                       | Giuseppe Giovanni Adamo del Liechtenstein   |  |  |       |  |  |                                                           |  |  |                                                                       |  |
|                                                                        |                                                                          | Maria Teresa del Liechtenstein                                       | Giuseppe Giovanni Adamo del Liechtenstein   |  |  |       |  |  |                                                           |  |  |                                                                       |  |
|                                                                        |                                                                          | Maria Teresa del Liechtenstein                                       | Maria Anna Caterina di Oettingen-Spielberg  |  |  |       |  |  |                                                           |  |  |                                                                       |  |
| Giuseppe II di Schwarzenberg, VI principe di Schwarzenberg             |                                                                          | Maria Teresa del Liechtenstein                                       |                                             |  |  |       |  |  |                                                           |  |  |                                                                       |  |
|                                                                        |                                                                          | Filippo Carlo di Öttingen-Wallerstein                                | Antonio Carlo di Öttingen-Wallerstein       |  |  |       |  |  |                                                           |  |  |                                                                       |  |
|                                                                        |                                                                          | Filippo Carlo di Öttingen-Wallerstein                                | Antonio Carlo di Öttingen-Wallerstein       |  |  |       |  |  |                                                           |  |  |                                                                       |  |
|                                                                        |                                                                          | Filippo Carlo di Öttingen-Wallerstein                                | Maria Agnes Magdalena Fugger von Glott      |  |  |       |  |  |                                                           |  |  |                                                                       |  |
| Marie Eleonora di Öttingen-Wallerstein                                 |                                                                          | Filippo Carlo di Öttingen-Wallerstein                                |                                             |  |  |       |  |  |                                                           |  |  |                                                                       |  |
|                                                                        |                                                                          | Carlotta Giuliana di Öttingen-Baldern                                | Kraft Antonio Guglielmo di Öttingen-Baldern |  |  |       |  |  |                                                           |  |  |                                                                       |  |
|                                                                        |                                                                          | Carlotta Giuliana di Öttingen-Baldern                                | Kraft Antonio Guglielmo di Öttingen-Baldern |  |  |       |  |  |                                                           |  |  |                                                                       |  |
|                                                                        |                                                                          | Carlotta Giuliana di Öttingen-Baldern                                | Maria Eleonora di Schönborn-Buchheim        |  |  |       |  |  |                                                           |  |  |                                                                       |  |
| Friedrich Johann Joseph Cölestin von Schwarzenberg                     |                                                                          | Carlotta Giuliana di Öttingen-Baldern                                |                                             |  |  |       |  |  |                                                           |  |  |                                                                       |  |
|                                                                        | Carlo Maria Raimondo d'Arenberg, V duca d'Arenberg e XI duca di Aarschot | Leopoldo Filippo d'Arenberg, IV duca d'Arenberg e X duca di Aarschot |                                             |  |  |       |  |  |                                                           |  |  |                                                                       |  |
|                                                                        | Carlo Maria Raimondo d'Arenberg, V duca d'Arenberg e XI duca di Aarschot | Leopoldo Filippo d'Arenberg, IV duca d'Arenberg e X duca di Aarschot |                                             |  |  |       |  |  |                                                           |  |  |                                                                       |  |
|                                                                        | Carlo Maria Raimondo d'Arenberg, V duca d'Arenberg e XI duca di Aarschot | Maria Francesca Pignatelli                                           |                                             |  |  |       |  |  |                                                           |  |  |                                                                       |  |
| Luigi Engelberto d'Arenberg, VI duca d'Arenberg e XII duca di Aarschot | Carlo Maria Raimondo d'Arenberg, V duca d'Arenberg e XI duca di Aarschot |                                                                      |                                             |  |  |       |  |  |                                                           |  |  |                                                                       |  |
|                                                                        |                                                                          | Luisa Margherita von der Mark und Schleiden                          | Luigi von der Mark und Schleiden            |  |  |       |  |  |                                                           |  |  |                                                                       |  |
|                                                                        |                                                                          | Luisa Margherita von der Mark und Schleiden                          | Luigi von der Mark und Schleiden            |  |  |       |  |  |                                                           |  |  |                                                                       |  |
|                                                                        |                                                                          | Luisa Margherita von der Mark und Schleiden                          | Maria Anna de Visdelou                      |  |  |       |  |  |                                                           |  |  |                                                                       |  |
| Paolina Carlotta d'Arenberg                                            |                                                                          | Luisa Margherita von der Mark und Schleiden                          |                                             |  |  |       |  |  |                                                           |  |  |                                                                       |  |
|                                                                        |                                                                          | Luigi Leopoldo di Lauragais                                          | Luigi Leone de Brancas                      |  |  |       |  |  |                                                           |  |  |                                                                       |  |
|                                                                        |                                                                          | Luigi Leopoldo di Lauragais                                          | Luigi Leone de Brancas                      |  |  |       |  |  |                                                           |  |  |                                                                       |  |
|                                                                        |                                                                          | Luigi Leopoldo di Lauragais                                          | Adelaide Felicita d'O                       |  |  |       |  |  |                                                           |  |  |                                                                       |  |
| Luisa Antonietta di Lauragais                                          |                                                                          | Luigi Leopoldo di Lauragais                                          |                                             |  |  |       |  |  |                                                           |  |  |                                                                       |  |
|                                                                        |                                                                          | Elisabetta Paola de Gand-Vilain                                      | Alessandro Massimiliano de Gand-Vilain      |  |  |       |  |  |                                                           |  |  |                                                                       |  |
|                                                                        |                                                                          | Elisabetta Paola de Gand-Vilain                                      | Alessandro Massimiliano de Gand-Vilain      |  |  |       |  |  |                                                           |  |  |                                                                       |  |
|                                                                        |                                                                          | Elisabetta Paola de Gand-Vilain                                      | Elisabetta Paolina de La Rochefoucauld      |  |  |       |  |  |                                                           |  |  |                                                                       |  |
|                                                                        |                                                                          | Elisabetta Paola de Gand-Vilain                                      |                                             |  |  |       |  |  |                                                           |  |  |                                                                       |  |